# Зубков, Юрий Иванович
Юрий Иванович Зубков (12 мая 1939, Балей, Читинская область — апрель 2002) — советский футболист, полузащитник, советский и российский футбольный тренер.

## Биография
В соревнованиях команд мастеров начал выступать в 1958 году в иркутской команде «Энергия» (позднее — «Машиностроитель», «Ангара», «Звезда»). Провёл в команде пять сезонов, был одним из лидеров атаки клуба. В 1962 году числился в составе московского «Динамо».
В 1963 году перешёл в «Шинник», стал победителем турнира второй группы класса «А» 1963 года. В высшей лиге дебютировал 11 апреля 1964 года в игре с донецким «Шахтёром», а первый гол забил 27 апреля в ворота кутаисского «Торпедо». Всего на высшем уровне сыграл 7 матчей и забил один гол.
После ухода из «Шинника» провёл два сезона в «Уралмаше» и два — в «Таврии». В возрасте 29 лет завершил игровую карьеру.
С 1970-х годов начал работать тренером. В течение четырёх сезонов возглавлял иркутскую «Звезду» (1976—1979), также работал с клубами «Океан» (Керчь), «Селенга» и тверской «Волгой». Входил в тренерские штабы «Таврии» и севастопольской «Атлантики».
Скончался в апреле 2002 года.